# Piodes coriacea
Piodes coriacea is een keversoort uit de familie boktorren (Cerambycidae). De wetenschappelijke naam van de soort is voor het eerst geldig gepubliceerd in 1850 door LeConte.